# Heteromysoides cotti
Heteromysoides cotti is een aasgarnalensoort uit de familie van de Mysidae. De wetenschappelijke naam van de soort is voor het eerst geldig gepubliceerd in 1932 door Calman.